# PJ Harvey
Polly Jean Harvey, MBE, britanska glasbenica, pesnica, tekstopiska, skladateljica in umetnica, *9. oktober 1969, Bridport, Dorset, Anglija.
PJ Harvey je pevka in kitaristka, obvlada tudi igranje klavirja, orgel, bas kitare, saksofona, harmonike, na zadnjem albumu pa je večina njenih skladb nastala s pomočjo avtoharfe.
Kariero je leta 1988 pričela s priklučitvijo bandu Automatic Dlamini, v katerem je prepevala in igrala saksofon. S tem se je vzpostavilo dolgoletno sodelovanje s frontmanom omenjene skupine Johnom Parishem. 1991. je oblikovala trio imenovan PJ Harvey in tako pričela svojo profesionalno pot. Pred razpustitvijo skupine so izdali dva studijska albuma, Dry (1992) ter Rid of Me (1993), nato pa je PJ Harvey pričela solo umetniško kariero. Od leta 1995 je izdala šest studijskih albumov, na katerih so sodelovali nekdanji člani odskočne zasedbe John Parish, Rob Ellis, Mick Harvey in Eric Drew Feldman.
Prejela je dve nagradi Mercury Prize, prvo leta 2001 za album Stories from the City, Stories from the Sea (2000) in drugo leta 2011 za zadnji album Let England Shake (2011), in tako postala edina glasbenica, ki je prejela omenjeno nagrado dvakrat. Prejela je osem BRIT Award nominacij in šest nominacij za Grammija ter še dodatni dve nominaciji za nagrado Mercury Prize. Revija Rolling Stone jo je leta 1992 nagradila z nazivom najboljše debitantke in najboljše vokalistke ter tekstopiske, leta 1995 pa še z nazivom umetnice leta, albume Rid of Me, To Bring You My Love (1995) in Stories from the Big City, Stories from the Sea pa uvrstila na seznam petstotih najboljših albumov vseh časov. Leta 2011 je prejela nagrado NME Award za izjemni prispevek v glasbi, junija 2013 pa je bila povišana v Red britanskega imperija za svoje glasbeno delovanje.

## Zgodnje življenje
9. oktobra 1969 se je v Bridportu rodila očetu Rayu in materi Evi Harvey, kamnoseku in kiparki. Odraščala je na družinski kmetiji v Croscombu, šolala pa v bližnjem Beaminstru. Na njeno glasbeno oblikovanje sta vplivala starša, ki sta jo seznanila z bluesom, Captainom Beefheartom in Bobom Dylanom.
V najstniških letih se je učila igranja saksofona in se pridružila osemčlanski instrumentalni skupini imenovani Boulogne, ki je delovala v Somersetu. Obenem je igrala kitaro v folk triu The Polekats, kjer je napisala nekaj svojega zgodnega materiala. Šolanje je nadaljevala na Yeovil College-u, na programu vizualnih umetnosti.

## Glasbena kariera

### Automatic Dlamini: 1988-1991
Izkušenj skupinskega glasbenega ustvarjanja je bila deležna v Bristolski zasedbi Automatic Dlamini, kateri se je pridružila julija 1988. Zasedbo je 1983. ustanovil John Parish, delovala pa je po načelu kroženja, tako da so se ustvarjalci menjavali. Med njimi sta bila tudi kasnejša člana PJ Harvey Tria, Rob Ellis in Ian Olliver. PJ Harvey je Parisha spoznala 1987. preko skupnega prijatelja Jeremyja Hogga, slide kitarista banda Automatic Dlamini. Na turneji, s katero so predstavljali debitantski studijski album The D is for Drum, je prispevala spremljevalni vokal, igranje saksofona in kitare. Med drugim so se predstavili publiki Zahodne Nemčije, Španije in Poljske. Drugo evropsko turnejo so izvedli v juniju in juliju 1989. Po turneji so med letoma 1989 in 1990 posneli drugi studijski album, Here Catch, Shouted His Father. Da bi PJ Harvey oblikovala lasten band, je januarja 1991 zapustila zasedbo, pri čemer sta se ji pridružila Ellis in Olliver. Z Johnom Parishem je ohranila dolgoleten oseben in profesionalen odnos, saj sta po njenih besedah somišljenika v glasbi. Parish je prispeval k in včasih ko-produciral njene samostojne studijske albume in velikokrat sodeloval z njo na turnejah. Kot duet sta posnela dva albuma, za katera je Parish komponiral glasbo, PJ Harvey pa je napisala besedila. Postala je tesna prijateljica Parishevega dekleta, fotografinje Marie Mochnacz, ki ji je oblikovala oziroma režirala večino albumov oziroma videospotov, s čimer je prispevala k medijski podobi PJ Harvey.
Sodelovanje z zasedbo Automatic Dlamini je PJ Harvey opisala z naslednjimi besedami: »Nisem veliko prepevala, a sem bila srečna, da sem se lahko učila igranja kitare. V času, ki sem ga preživela z njimi, sem veliko pisala, a moje prve pesmi so zanič. Takrat sem poslušala veliko irske folklorne glasbe, tako da so bile pesmi folklorne in polne zvokov irske flavte in podobnih reči. To je bilo daleč pred tem, ko sem začutila, da sem pripravljena nastopiti pred publiko z lastnimi pesmimi«. Johna Parisha navaja kot njenega učitelja nastopanja, ko pravi: »Potem ko sem sodelovala z Johnovim bandom in videla, kako je nastopal, sem ugotovila, da je zame zelo pomembno, da se kot nastopajoča povežem z ljudmi v publiki; to sem se, med drugim, verjetno naučila od njega«.

### PJ Harvey Trio: 1991-1993
Po odhodu iz zasedbe Automatic Dlamini, januarja 1991, je PJ Harvey ustanovila lasten band z nekdanjima sočlanoma Robom Ellisem in Ianom Olliverjem. Zavrnila je različna poimenovanja, ker »nikakor niso zvenela dobro oziroma so namigovala na napačen tip zvoka«, se je odločila, da bo trio poimenovala PJ Harvey, obenem pa je s tem lahko nadaljevala solo glasbeno kariero. Trio so sestavljali PJ Harvey kot vokalistka in kitaristka, Ellis kot bobnar in spremljevalni vokalist ter Olliver na bas kitari. Slednji je kasneje zapustil skupino in se vrnil k Automatic Dlamini, zamenjal pa ga je Steve Vaughan. Aprila 1991 so izvedli porazen debitantski nastop v kegljišču hotela Antelope v Sherbornu. Takole se je kasneje spominjala dogodka: »Ko smo pričeli igrati, je bilo tam okoli 50 ljudi, med prvo pesmijo pa smo izpraznili prostor. Mislim, da sta ostali samo dve osebi. Medtem ko smo igrali, je k bobnarju pristopila ženska in vanj vreščala: 'Ali ne vidite, da vas nihče ne mara! Plačali vam bomo, lahko nehate z igranjem, vseeno vam bomo plačali!'«.
Ko se je PJ Harvey, sicer še vedno neodločena glede kariere, vpisala na študij kiparstva na Central Saint Martins College of Art & Design, je band junija 1991 ustvarjanje premaknil v London. V tem času so posneli set demo posnetkov in jih ponujali založbam. Neodvisna založba Too Pure se je odločila za izdajo debitantskega singla »Dress« v oktobru 1991, kasneje pa tudi podpisala pogodbo s PJ Harvey. Skladba je prejela številne pozitivne kritike, John Peel, gostujoči kritik nekdanje glasbene revije Melody Maker, jo je izvolil za single tedna, občudoval pa je »način, kako se zdi Polly Jean skrušena od teže lastnih pesmi in glasbenih aranžmajev, kot če bi bil zrak dobesedno izsesan iz njih … če ne venomer zadovoljivo, pa vedno občudovanja vredno«. Založba ni veliko vložila v oglaševanje singla, zato so kritiki menili, »da je imel Melody Maker več zaslug za uspeh pesmi 'Dress' kot založba Too Pure«. Teden po izdaji, 29. oktobra, je zasedba za Johna Peela na BBC Radiu 1 posnela nastop v živo, ki je vključeval pesmi »Oh, My Lover«, »Victory«, »Sheela-Na-Gig« in »Water«.
Februarja 1992 je zasedba izdala prav tako kritiško pozitivno ocenjen drugi single »Sheela-Na-Gig«, marca pa debitantski studijski album Dry (1992). Tudi slednji je prejel presunljiv mednarodni kritiški odziv, zato je po izdaji albuma PJ Harvey doživela skorajšnji živčni zlom. V posthumni izdaji Dnevnikov Kurta Cobaina, pevca skupine Nirvana, je album naveden kot njegov šestnajsti najljubši album. Revija Rolling Stone je PJ Harvey imenovala za najboljšo tekstopisko leta in najboljšo debitantsko pevko med ženskami. Hkrati z običajno verzijo albuma Dry je izšla še omejena izdaja dvojne verzije, ki je vsebovala originalne in demo posnetke vseh skladb, imenovana Dry + Demonstration. Band je prejel tudi pomembno novinarsko kritje na Reading Festivalu leta 1992.